# Shakib Khan

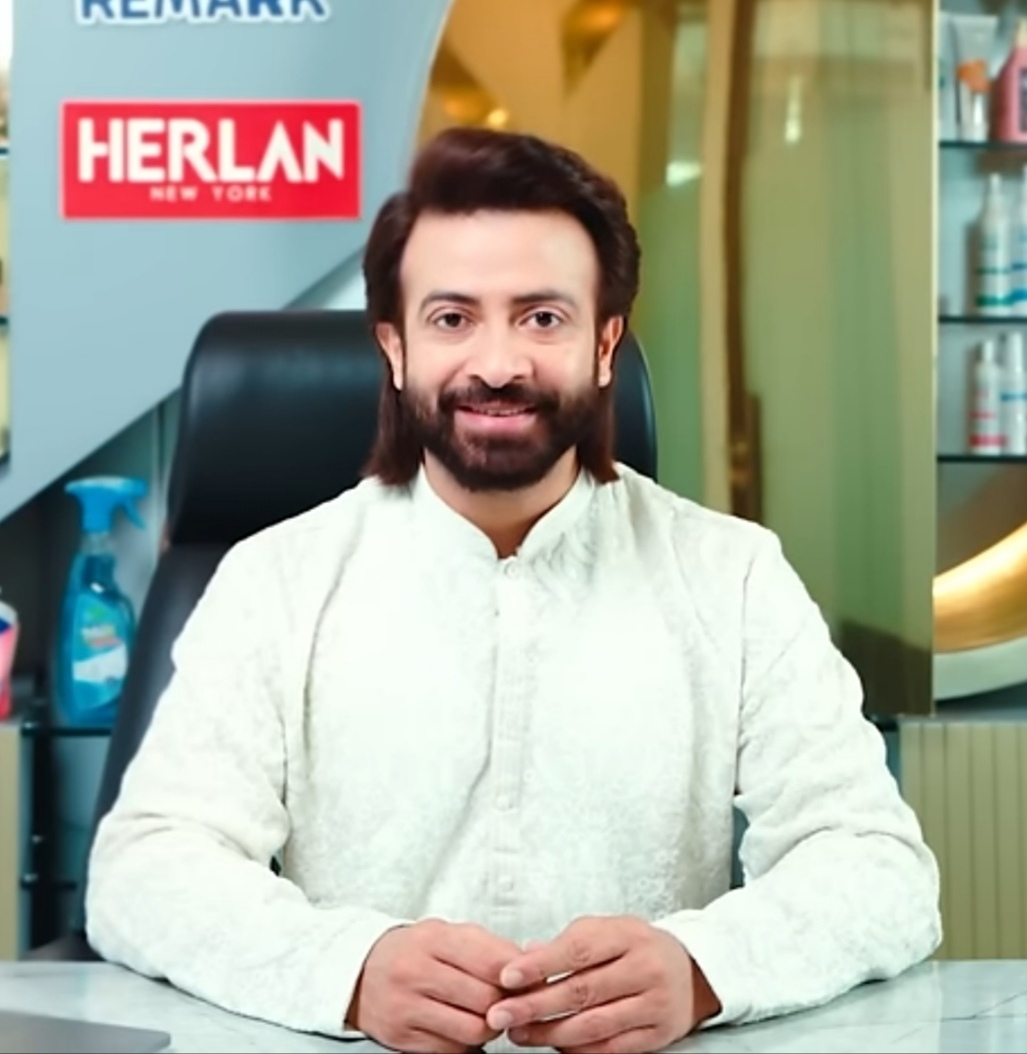
Shakib Khan, 2024

Shakib Khan (eigentlich Masud Rana Shakib Khan), von seinen Fans oft SK abgekürzt  (* 28. März 1979 in Dhaka), ist ein bangladeschischer Schauspieler, Produzent und Sänger. In seiner bislang mehr als zwei Jahrzehnte andauernden Karriere war Khan wesentlicher Akteur und Förderer der zeitgenössischen lokalen Filmindustrie, die weithin als Dhallywood bekannt ist. Er ist in den Medien als King Khan, King of Dhallywood und Number One Shakib Khan (No1SK) bekannt.

## Leben
Shakib Khan wurde am 28. März 1979 als Masud Rana in Ragadhi, Muksudpur, Gopalganj, Bangladesch geboren. Khan wuchs in Maksudpur Upazila im Bezirk Gopalganj auf. Sein Vater Abdur Rab war Regierungsbeamter und seine Mutter Nurjahan ist Hausfrau. Khan hat eine Schwester und einen Bruder.
Die Schauspielerin Apu Biswas, mit der er in den meisten seiner Filme gemeinsam spielte, gab am 10. April 2017 in einem Fernsehinterview bekannt, sie und Khan hätten am 18. April 2008 in seinem Haus in Dhaka geheiratet. Weiterhin gab sie in diesem Interview an, der gemeinsame Sohn, Abraham Khan Joy, sei am  27. September 2016 in einem Krankenhaus in Kalkutta (Indien) zur Welt gekommen. Am 22. November 2017 reichte Shakib Khan die Scheidung ein, das Ehepaar wurde am 22. Februar 2018 geschieden.

## Filmografie (Auswahl)

### Als Schauspieler
- 1999: Ananta Bhalobasa
- 2006: Shuva
- 2007: Amar Praner Swami
- 2008: Priya Amar Priya
- 2009: Bolbo Kotha Bashor Ghore
- 2010: Number One Shakib Khan
- 2011: Adorer Jamai
- 2011: King Khan
- 2011: Moner Jala
- 2012: Don Number One
- 2013: Devdas
- 2014: Hero: The Superstar
- 2016: Purno Dhoirgho Prem Kahini
- 2016: Shikari
- 2017: Swatta
- 2017: Rajneeti
- 2018: Bhaijaan Elo Re
- 2018: Chalbaaz (2018)
- 2018: Naqaab
- 2019: Password
- 2020: BIR (2020)

### Als Produzent
- 2014: Hero: The Superstar
- 2019: Password
- 2020: BIR
- Priyotoma (Bauarbeiten im Gange)

### Als Sänger
- 2011: Moner Jala
- 2016: Purno Dhoirgho Prem Kahini